# Ernest I de Saxònia-Gotha-Altenburg
Ernest I de Saxònia-Gotha-Altenburg (en alemany Ernst I von Sachsen-Gotha-Altenburg) (Altenburg, Alemanya, 25 de desembre de 1601 - Gotha, 26 de març de 1675) era un noble alemany, fill del duc Joan II de Saxònia-Weimar
(1570-1605) i de Dorotea Maria d'Anhalt-Zerbst (1574-1617).
Membre de la Casa Wettin, fou duc de Saxònia-Gotha de 1640 a 1675 i duc de Saxònia-Altenburg per raó del seu casament. El 1640 es va posar d'acord amb els seus germans Guillem i Ernest Albert per a dividir el ducat de Saxònia-Weimar, creant els nous ducats de Saxònia-Eisenach i de Saxònia-Gotha. Aquest últim va recaure en Ernest I, que hi va regnar fins a la seva mort i es va convertir en el pare de la línia Ernestina de Saxònia-Gotha. Més tard va incrementar notablement el seu patrimoni heretant una part del ducat de Saxònia-Eiseach i amb noves adquisicions.
Igual que gairebé tots els seus germans va servir durant la Guerra dels Trenta Anys, com a coronel de l'exèrcit suec. Com a governant, el seu pensament polític es basava en la noció tradicional del príncep com a autoritat paternal, amb un marcat caràcter religiós, fet que li va valdre el sobrenom de el Pietós. Va procurar influir directament en la moral, l'educació i el benestar dels ciutadans, fins i tot en contra de les llibertats individuals.
D'altra banda va esforçar-se a reparar els danys causats per la guerra, eixugant els deutes contrets i reduint els impostos. Va introduir l'ensenyament obligatori de cinc a dotze anys i va reorganitzar del poder judicial que va servir de model per a altres estats.
Va fer reconstruir el palau de Friedenstein a Gotha, on va acumular importants col·leccions d'art, i la seva biblioteca es va convertir en una de les més grans d'Alemanya.

## Matrimoni i fills
El 24 d'octubre de 1636 es va casar amb Elisabet Sofia de Saxònia-Altenburg (1619-1680), filla del duc Joan Felip (1597-1639) i d'Elisabet de Brunsvic-Wolfenbuttel (1593-1650). El matrimoni va tenir divuit fills:
- Joan (1638-1638)
- Elisabet Dorotea (1640-1709), casada amb Lluís VI de Hessen-Darmstadt (1630-1678)
- Joan (1641-1657)
- Cristià (1642-1642)
- Sofia (1643-(1657)
- Joana (1645-1657)
- Frederic (1646-1691), casat amb Magdalena Sibil·la de Saxònia-Weissenfels (1648-1681).
- Albert (1648-1699), casat primer amb Elisabet de Brunsvic-Wolfenbuttel (1638-1687), i després amb Susanna Kempinsky (1643-1717)
- Bernat (1649-1706), casat primer amb Maria Hedwig de Hessen-Darmstadt (1647-1680), i després amb Elisabet Elionor de Brünsvic-Wolfenbüttel (1658-1729).
- Enric (1650-1710), casat amb Maria Elisabet de Hessen-Darmstadt (1656-1715).
- Cristià, (1653-1707), casat primer amb Cristina de Saxònia-Merseburg (1659-1679), i després amb Sofia de Hessen-Darmstadt (1661-1712).
- Dorotea (1654-1682)
- Ernest (1655-1715), casat amb Sofia Enriqueta de Waldeck (1662-1702).
- Joan Ernest (1658-1729), casat primer amb Sofia Hedwig de Saxònia-Merseburg (1660-1686), i després amb Carlota Joana de Waldeck-Wildungen (1664-1699).
- Joana (1660-1660)
- Joan (1661-1662)
- Sofia (1663-1633)